# Transatlantico (film 1931)
Transatlantico (Transatlantic) è un film del 1931 diretto da William K. Howard.

## Trama
Sulla lussuosa S. S. Transatlantic sono imbarcati passeggeri di ogni tipo: da Rudolph Kramer che ha risparmiato tutta una vita per offrire un viaggio come quello alla figlia Judy, al ricco banchiere Henry Graham accompagnato dalla moglie Kay, bersaglio designato di alcuni ladri che hanno preso di mira la coppia. Uno di questi, Monty Greer, si introduce nella cabina dei Graham. Sorpreso dal banchiere, trova però una scusa per giustificare la sua presenza. L'uomo, diventato molto amico di Judy, viene a sapere dalla ragazza che Kramer, suo padre, ha depositato tutti i suoi averi presso la banca di Graham che, nel frattempo, viene accusato dalla moglie di avere un'amante, la giovane Sigrid Carlene, Sulla nave arriva un messaggio cablato che annuncia il crollo della Graham Investment Corporation, con uno scoperto di venti milioni di dollari. Il banchiere, che si trova sulla nave proprio recando garanzie personali che lo salveranno dal crac, non riuscirà a salvare però la banca coinvolgendo nel fallimento tutti i suoi clienti. Kramer, disperato, gli chiede un aiuto finanziario che però il banchiere gli rifiuta freddamente, invitandolo a uscire dalla sua camera.
Handsome, un ladro rivale di Monty che si trova anche lui imbarcato sulla Transatlantic, sta preparando il colpo contro il banchiere. Judy, nel frattempo, confida a Monty i suoi timori perché il padre ha minacciato Graham. Così, quando sentono un colpo di pistola provenire dalla cabina di Graham, Monty entra nella stanza dove vede Kramer che impugna una pistola. Insieme a Judy, il giovane pulisce le impronte sull'arma e manda via il padre della ragazza.
Le indagini portano alla scoperta del progetto di rapina nei confronti di Graham e Monty e Kramer vengono chiusi in una cella. Lì, Kramer confessa che aveva avuto l'intenzione di sparare al banchiere ma dichiara di non essere stato lui a ucciderlo e che il colpo era partito da un'altra pistola. Monty giunge alla conclusione che il colpevole deve essere Handsome. I due hanno uno scontro in cui Handsome viene ferito mortalmente: prima di spirare, confessa di essere l'assassino di Graham al quale ha sparato quando lui l'ha trovato a rubare nella sua cabina.
Kramer, ormai riabilitato, viene rassicurato da Kay, la vedova di Graham, che si impegna ad aiutarlo finanziariamente. La fine felice viene siglata dal bacio che si scambiano Monty e Judy.

## Produzione
La lavorazione del film - prodotto dalla Fox Film Corporation - durò dal 14 aprile a fine maggio 1931.

## Distribuzione
Il copyright del film, richiesto dalla Fox Film Corp., fu registrato il 10 luglio 1931 con il numero LP2362.
Distribuito dalla Fox Film Corporation, il film uscì nelle sale cinematografiche USA il 30 agosto 1931.

## Riconoscimenti
- 1932 - Premio Oscar
  - Migliore scenografia a Gordon Wiles